# Näfels
Näfels (toponimo tedesco) è una frazione di 4 021 abitanti del comune svizzero di Glarona Nord, nel Canton Glarona.

## Geografia fisica
Näfels ha una superficie di 36,93 km². Di questa superficie il 35,9% è utilizzato per scopi agricoli, mentre il 37,6% è coperto da foreste. Del resto, il 4,4% è abitato (edifici o strade) e il restante (22,1%) è improduttivo (fiumi, ghiacciai o montagne).
Näfels si trova nella Bassa Glarona, sul versante sinistro della valle, di fronte a Mollis. È costituito dal villaggio di Näfels e dagli insediamenti sparsi che compongono il Näfelser Berg e l'Oberseeta.

## Storia
Già comune autonomo che si estendeva per 36,93 km² e che comprendeva anche la frazione di Näfelser Berg, il 1º gennaio 2011 è stato accorpato agli altri comuni soppressi di Bilten, Filzbach, Mollis, Mühlehorn, Niederurnen, Oberurnen e Obstalden per formare il nuovo comune di Glarona Nord.
Nel 1388 vi si combatté la battaglia di Näfels.

## Monumenti e luoghi d'interesse

### Architetture religiose

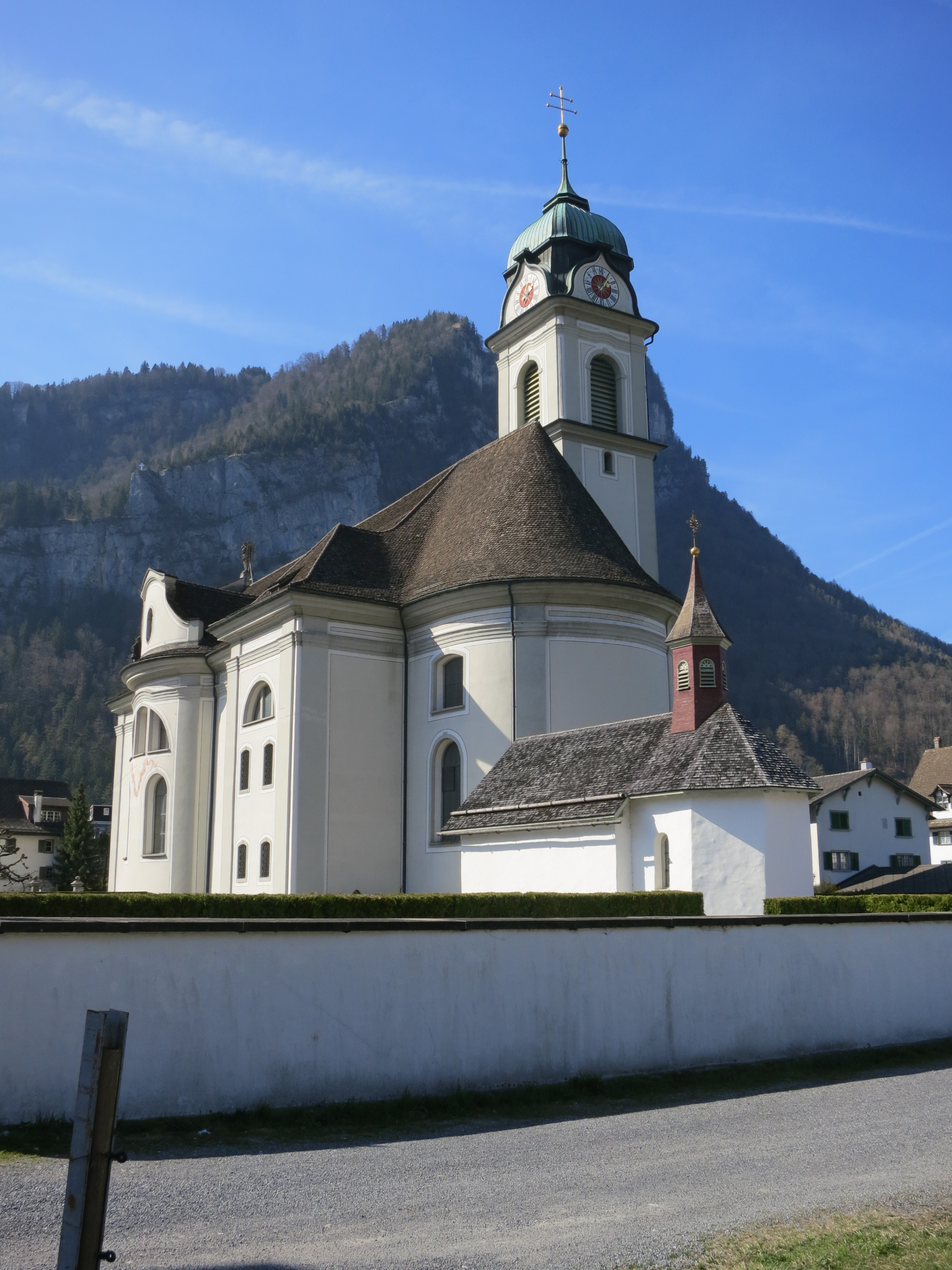
La chiesa cattolica di Sant'Ilario

- Chiesa cattolica di Sant'Ilario, eretta nel 1523 e ricostruita nel 1778-1781 da Johann Anton e Jakob Singer[1];
- Convento dei cappuccini di Mariaburg, eretto nel 1674[1].

### Architetture civili
- Casa An-der-Letz, eretta da Niklaus Franz von Bachmann nel 1604[1];
- Palazzo Freuler, eretto da Kaspar Freuler nel 1642-1648, dal 1946 sede del Museo cantonale[1].

## Società

### Evoluzione demografica
L'evoluzione demografica è riportata nella seguente tabella:
Abitanti censiti

## Infrastrutture e trasporti

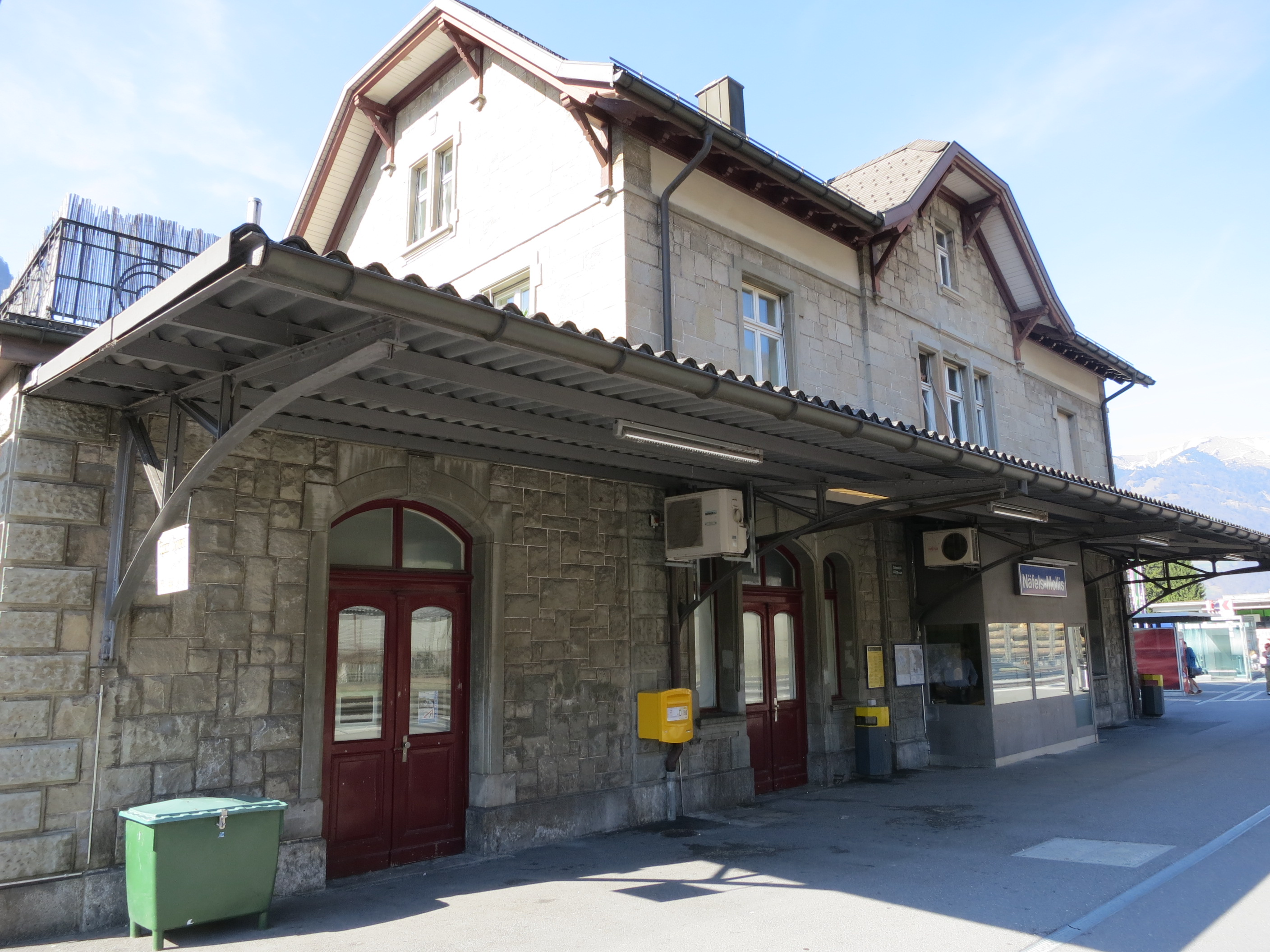
La stazione di Näfels-Mollis

La località è servita dalla stazione di Näfels-Mollis sulle ferrovie Zurigo-Linthal (linea S25 della rete celere di Zurigo) e Rapperswil-Schwanden (linea S6 della rete celere di San Gallo).

## Amministrazione
Ogni famiglia originaria del luogo fa parte del comune patriziale che ha la responsabilità della manutenzione di ogni bene comune.

## Sport
Vi ha sede il Volley Näfels, società pallavolistica maschile.